# Protium cranipyrenum
Protium cranipyrenum är en tvåhjärtbladig växtart som beskrevs av José Cuatrecasas. Protium cranipyrenum ingår i släktet Protium och familjen Burseraceae. Inga underarter finns listade i Catalogue of Life.